# Znanost o materijalima
Znanost o materijalima područje je koje uključuje interdisciplinarni pristup fizike, kemije, informatike, primijenjene matematike i strojarstva